# Ateloptila marmorata
Ateloptila marmorata är en fjärilsart som beskrevs av W. Warren 1894. Ateloptila marmorata ingår i släktet Ateloptila och familjen mätare. Inga underarter finns listade i Catalogue of Life.